# Никица Цукров
Никица Цукров (Шибеник, 6. март 1954) бивши је југословенски фудбалер, након завршетка играчке каријере ради као фудбалски тренер.

## Каријера
Каријеру је започео у друголигашу Шибенику за који је наступао у периоду 1971-1975. Пуну фудбалску афирмацију стекао је у дресу тадашњег југословенског прволигаша Ријеке (1975-1980). Носио је и дрес сплитског Хајдука, а као интернационалац наступао за француски Тулон.
Са екипом Ријеке два пута је тријумфовао у Купу Југославије (1978, 1979). Исти трофеј је освојио и као првотимац Хајдука (1984).
У дресу репрезентације Југославије одиграо је 14 утакмица. Дебитовао је 1977. на утакмици против Грчке (0:0), а последњи меч у репрезентацији је играо 1983. у Базелу против репрезентације Швајцарске (0:2). Био је у саставу олимпијске репрезентације Југославије на Олимпијским играма у Москви 1980. године.
По завршетку играчке каријере посветио се тренерском послу. Био је тренер Шибеника, Самобора, Пазинке и Задра.

## Успеси
- Куп Југославије

Ријека: 1978, 1979.
Хајдук Сплит: 1984.